# Amun-Re
Amun-Re — настільна гра, створена Райнером Кніціа і вперше видана у 2003 році видавництвом Hans im Glück німецькою мовою та компанією Rio Grande Games англійською.
Гравці виступають лідерами різних єгипетських династій, що прагнуть здобути вплив у 15 провінціях Стародавнього Єгипту. Вплив та будівництво пірамід приносять гравцям очки. Очки нараховуються двічі під час гри: в кінці «Старого царства» і в кінці «Нового царства». Гравець, який набере найбільше очок, стає переможцем.
Гра отримала премію Deutscher Spiele Preis у 2003 році, увійшла до списку номінантів Spiel des Jahres 2003 та була відзначена як «Хіт для експертів» австрійською нагородою Spiel der Spiele у тому ж році.

## Ігровий процес
Amun-Re складається з шести раундів, кожен з яких має етап аукціону за провінції, купівлі «карт сили» (що надають спеціальні можливості або бонуси для підрахунку очок), фермерів (які приносять дохід), та цегли (яка перетворюється на піраміди за співвідношенням три до одного), етапу жертвоприношення, і нарешті, отримання доходу. Всі ціни в аукціонах та для покупок ґрунтуються на трикутних числах.
Кількість провінцій, доступних на аукціоні у кожному раунді, дорівнює кількості гравців, але вони обираються випадково. Кожна провінція дає гравцю, який її виграє, різні можливості. Наприклад, деякі провінції можуть підтримувати більше фермерів, інші дозволяють гравцям купувати більше карт, а деякі приносять фіксований дохід. Деякі карти сили також надають бонуси в кінці гри, якщо провінції гравця відповідають певним умовам, наприклад, розташовані на одному березі Нілу. Після аукціону за провінції гравці можуть купувати карти сили та фермерів, відповідно до можливостей, наданих їхніми провінціями, і будь-яку кількість цегли, яку вони хочуть або можуть собі дозволити.
Після покупок відбувається жертвоприношення, де кожен гравець або жертвує певну суму золота, або краде зі спільного внеску (гравець обов'язково має або пожертвувати, або вкрасти; «жертвоприношення» з 0 золотих не дозволяється). Нагороди отримують гравці залежно від їхнього внеску (найбільша жертва отримує найвищу винагороду, «крадії» не отримують винагороди, окрім трьох золотих, які вони вкрали). Гравці можуть обрати, чи отримати нагороди у вигляді карт, цегли, фермерів або їх комбінації.
Нарешті, гравці отримують дохід. Кількість отриманого доходу залежить від результату жертвоприношення — кожен фермер приносить більше доходу при високій пожертві. У певних провінціях дохід надходить лише при низькому рівні жертвоприношення. Інші провінції забезпечують фіксований дохід або комбінацію фермерського і фіксованого доходу.
Наприкінці третього та шостого раундів (кінець «Старого царства» та «Нового царства») гравцям нараховуються очки за піраміди, їхні комплекти, храми у контрольованих провінціях та за бонуси, надані картами сили. Після закінчення Старого царства гравці втрачають контроль над усіма провінціями, і всі фермери видаляються з поля, тоді як цегла та піраміди залишаються. Ті ж провінції будуть використовуватися у Новому царстві, але їх буде виставлено на аукціон і вони можуть дістатися іншим гравцям.
Гра найкраще підходить для 5 гравців, коли використовується все ігрове поле, але також добре підходить для 3 або 4 гравців, забезпечуючи різноманітність стратегій.